# Ciherang (Cibeureum)
Ciherang is een bestuurslaag in het regentschap Kota Tasikmalaya van de provincie West-Java, Indonesië. Ciherang telt 7496 inwoners (volkstelling 2010).